# Wartberg (Zellerndorf)
Der Wartberg (293 m) bei Zellerndorf befindet sich nördlich des Ortes und erhebt sich etwa 80 Meter über das Pulkautal. Durch seine sonnigen Hänge hat er Bedeutung für den Weinbau, an seinem Nordhang liegt ein großer Steinbruch.
Der Aussichtsberg gibt mit dem etwa gleichhohen Altenberg und dem Hüttenberg (306 m) dem oberen Weinviertel sein hügeliges Gepräge.